# Pungut Tengah
Pungut Tengah is een bestuurslaag in het regentschap Kerinci van de provincie Jambi, Indonesië. Pungut Tengah telt 359 inwoners (volkstelling 2010).